# Pila (Italia)
Pila es una localidad y comune italiana de la provincia de Vercelli, región de Piamonte, con 136 habitantes.

## Evolución demográfica
| Gráfica de evolución demográfica de Pila entre 1861 y 2001 |
|                                                            |
| Fuente ISTAT - elaboración gráfica de Wikipedia            |